# Lijst van personen overleden in juni 2023
Dit is een lijst van bekende personen die zijn overleden in juni 2023.

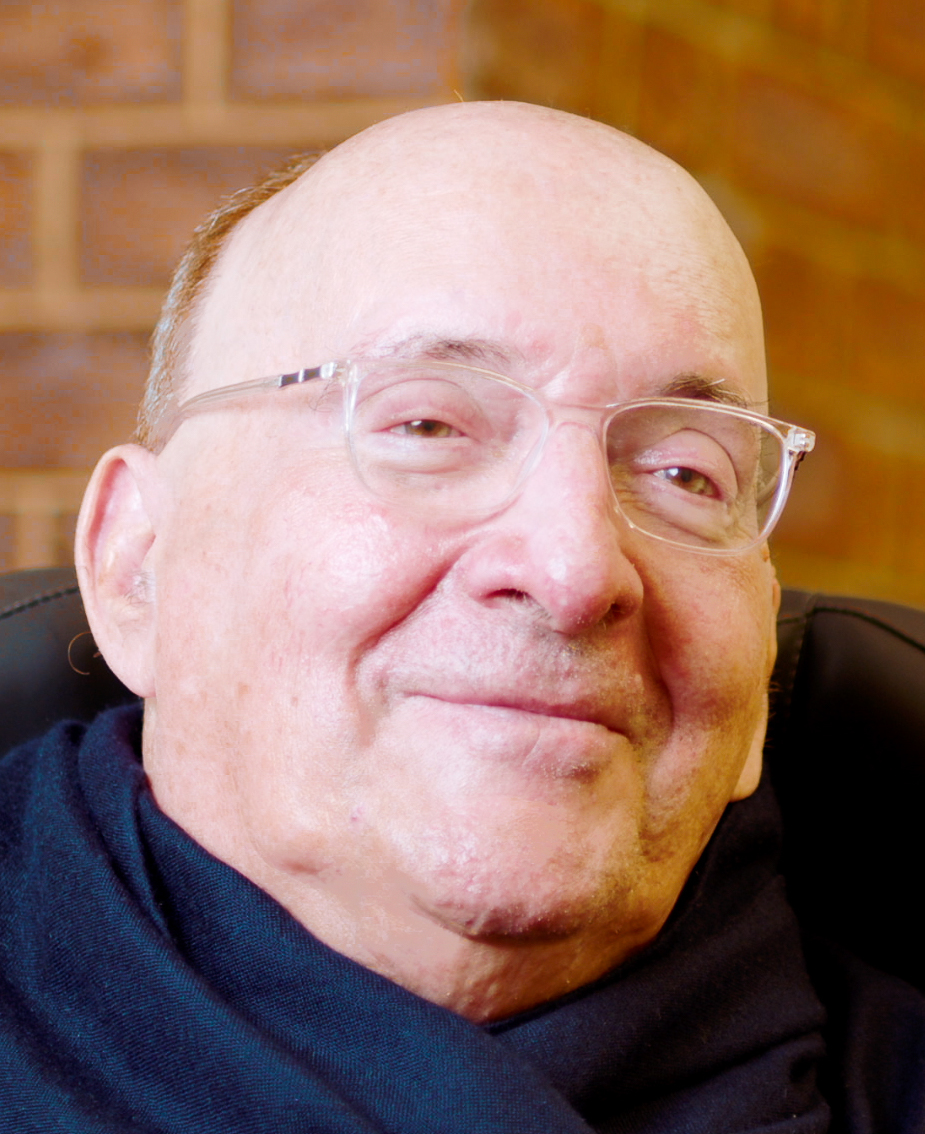
Philippe Pozzo di Borgo
1 juni

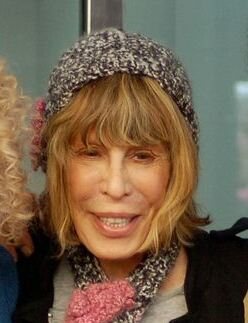
Cynthia Weil
1 juni

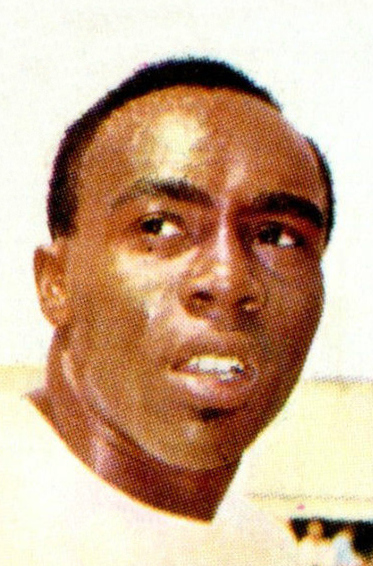
Jim Hines
3 juni

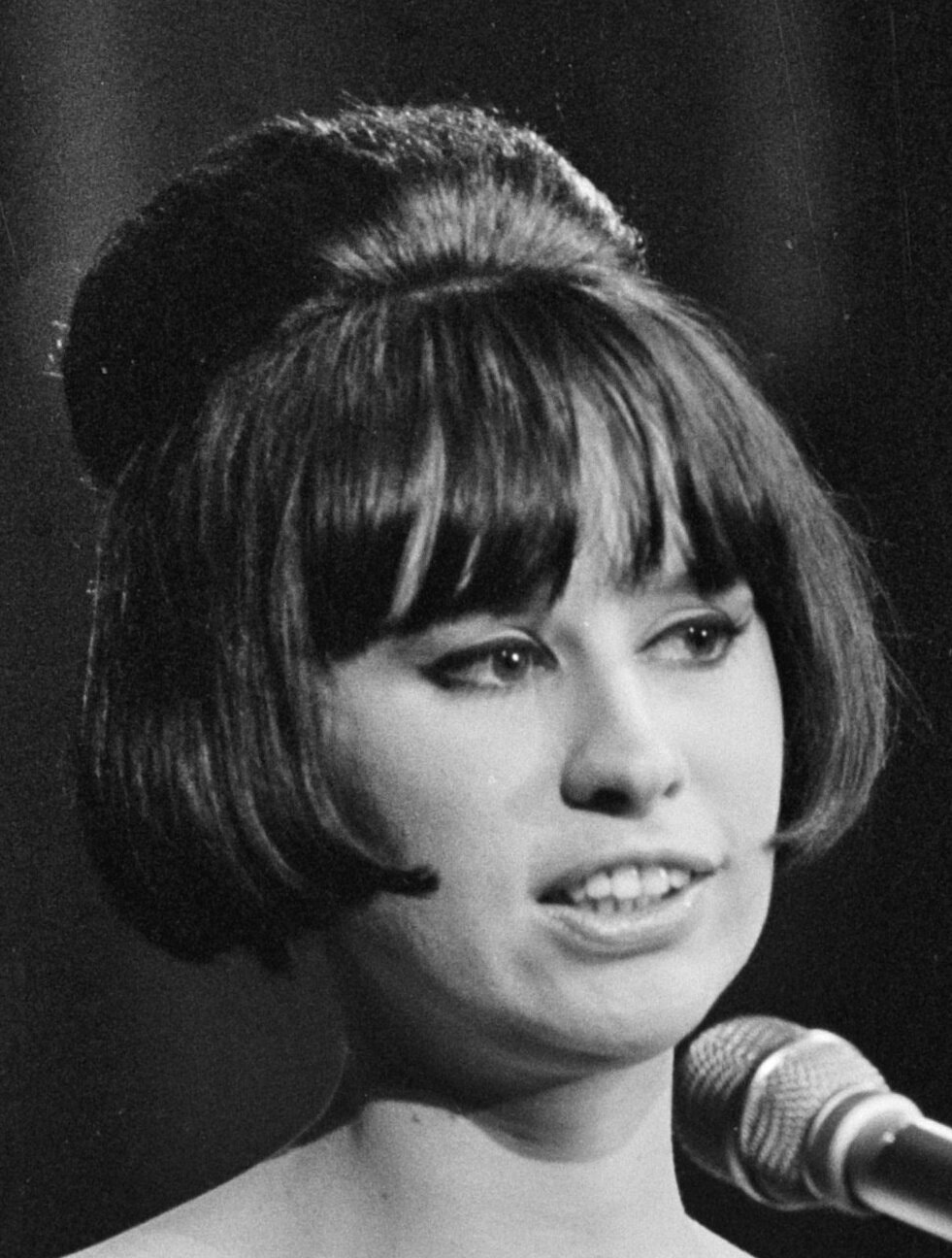
Astrud Gilberto
5 juni

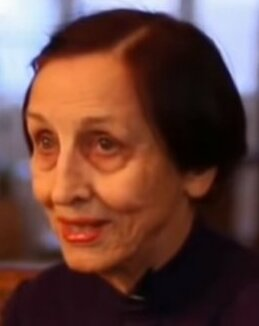
Françoise Gilot
6 juni

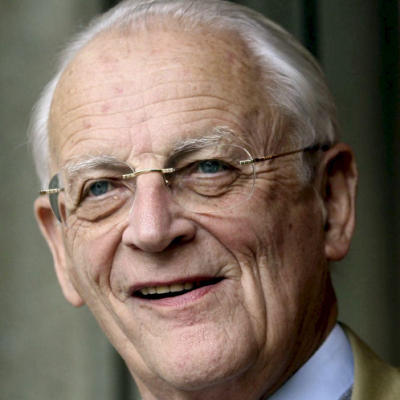
Alain Touraine
9 juni

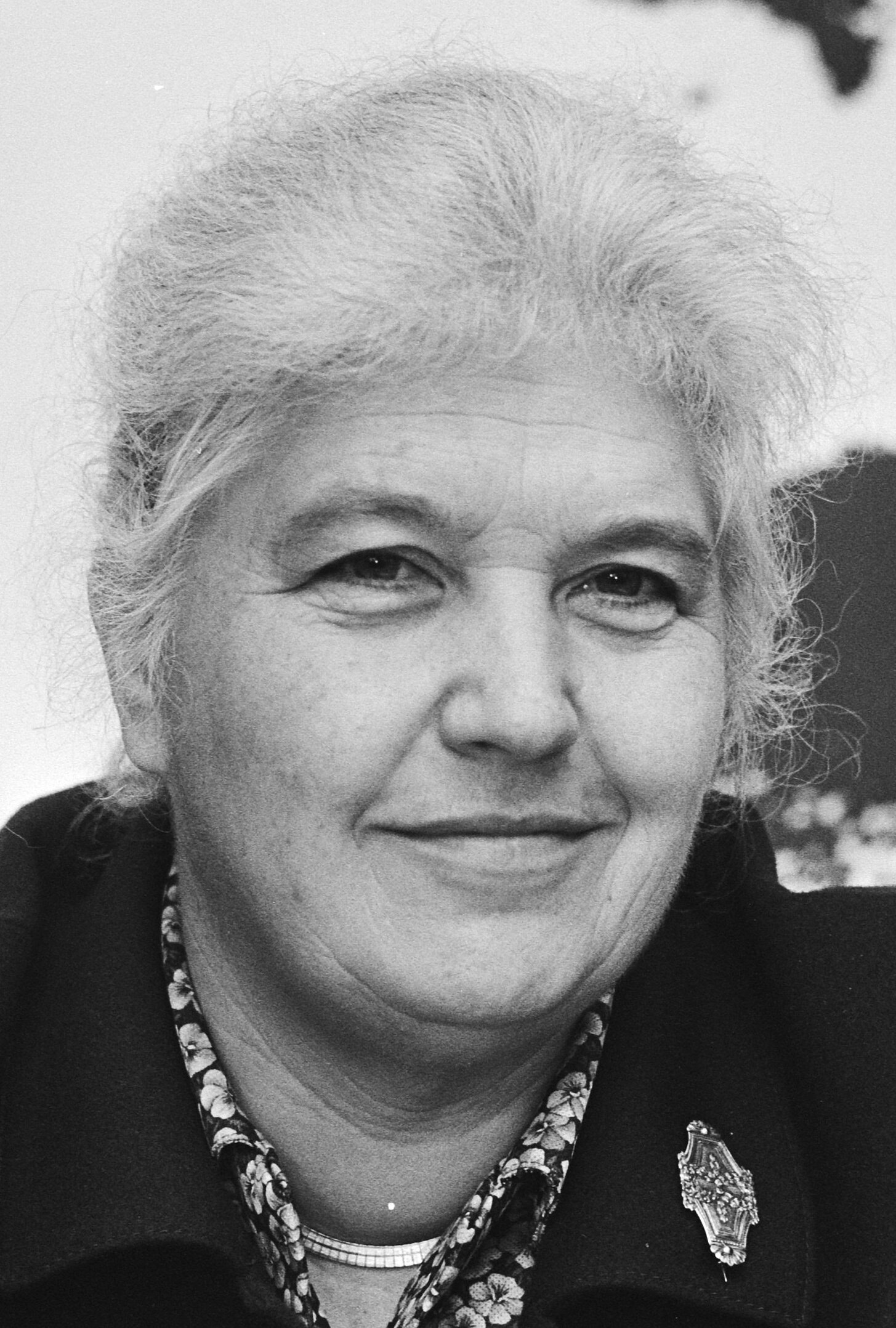
Lien Vos-van Gortel
10 juni

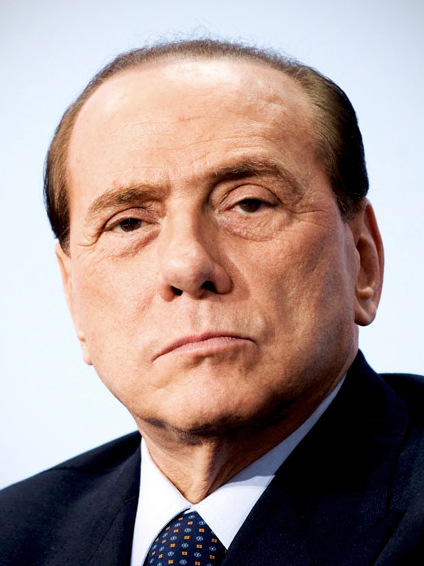
Silvio Berlusconi
12 juni

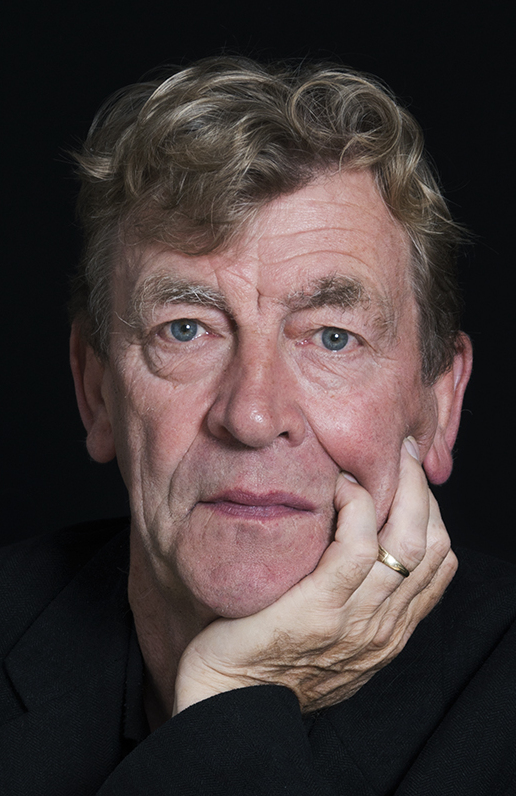
Meindert Fennema
12 juni

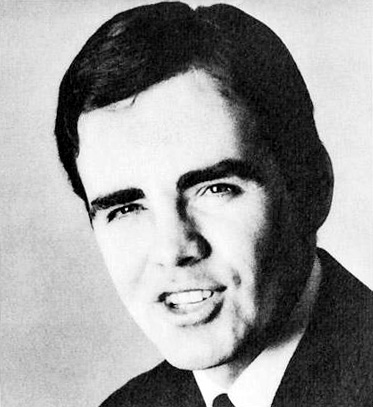
Cormac McCarthy
13 juni

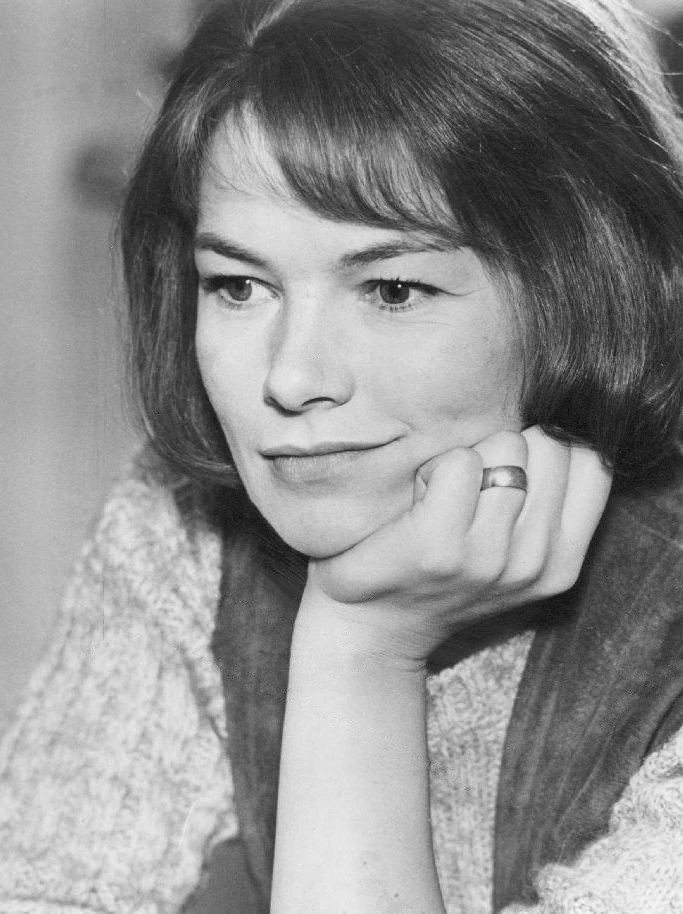
Glenda Jackson
15 juni

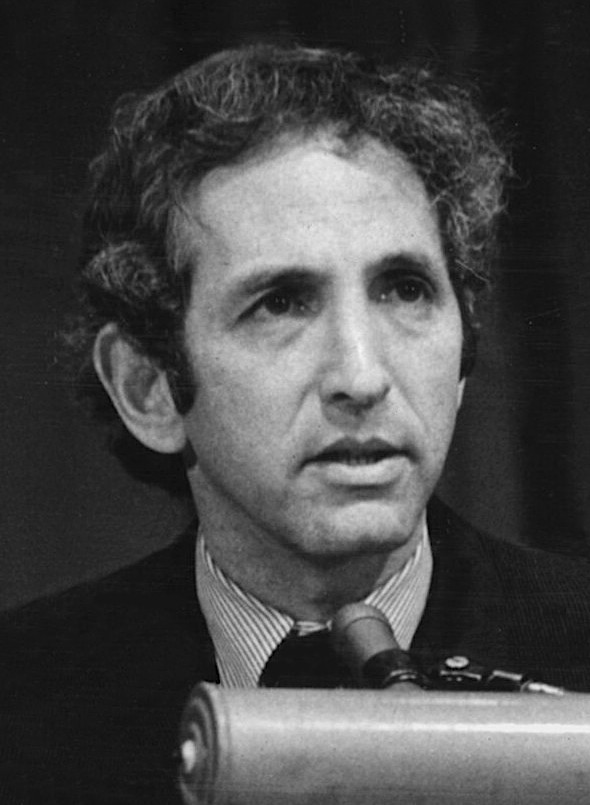
Daniel Ellsberg
16 juni

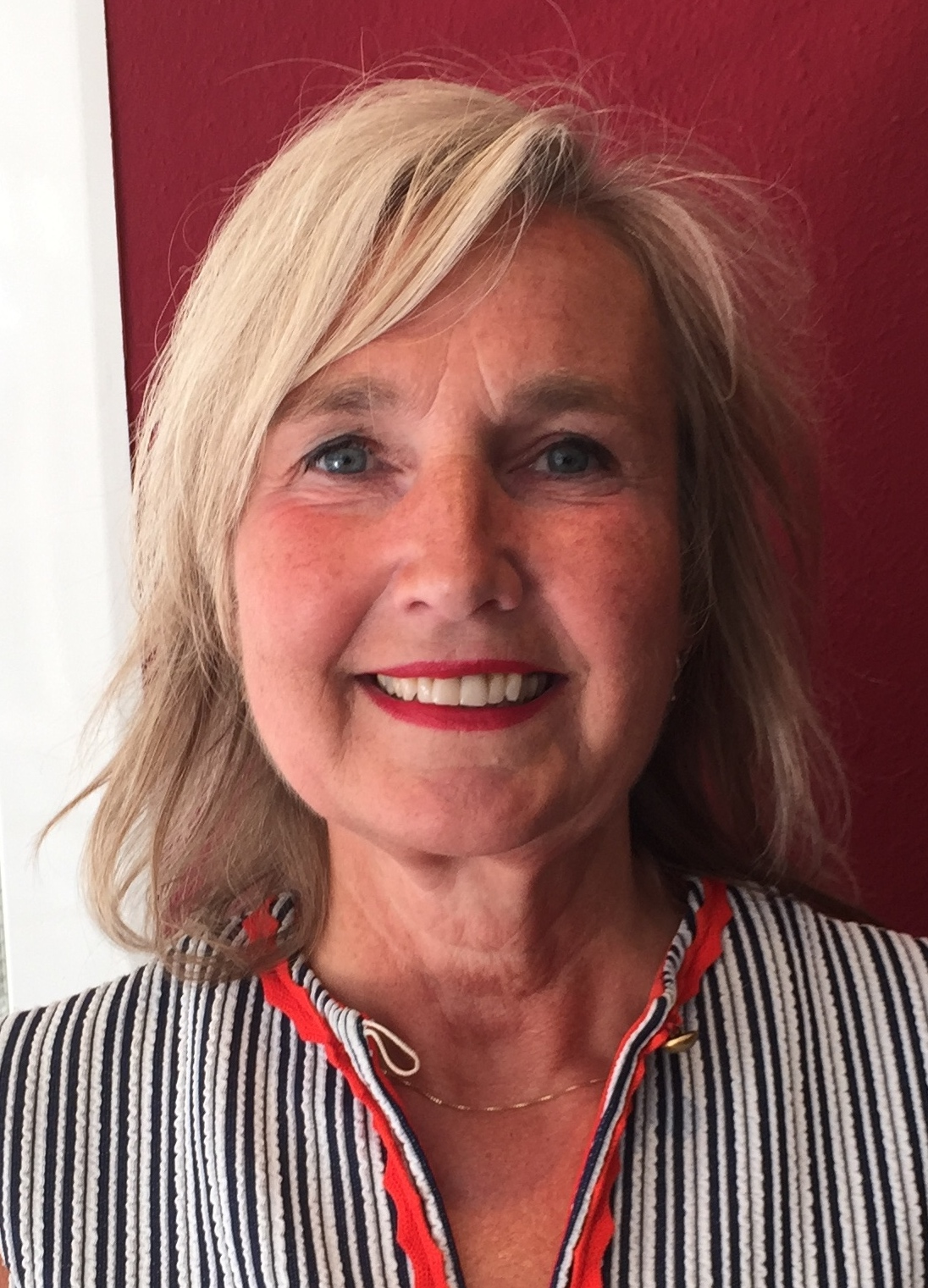
Jellie Brouwer
18 juni

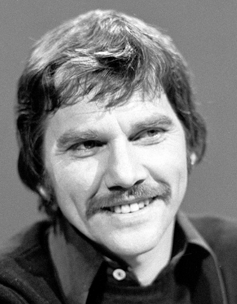
Willem Nijholt
23 juni

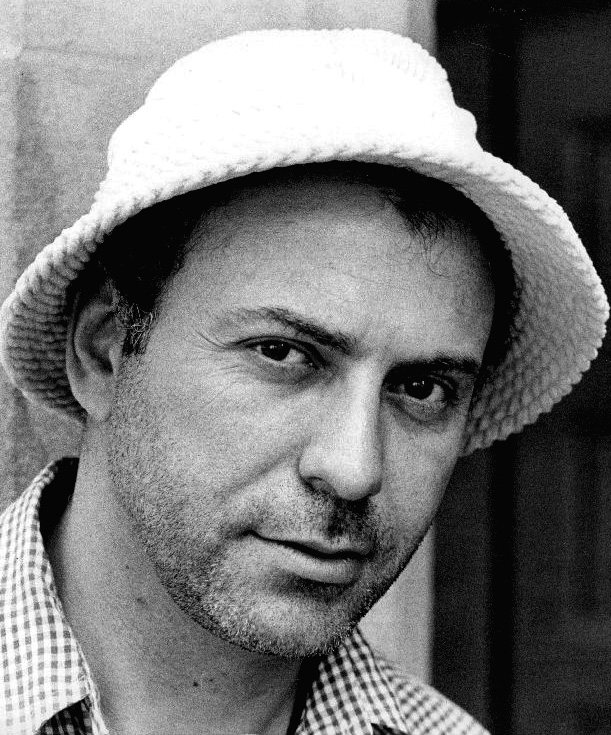
Alan Arkin
29 juni

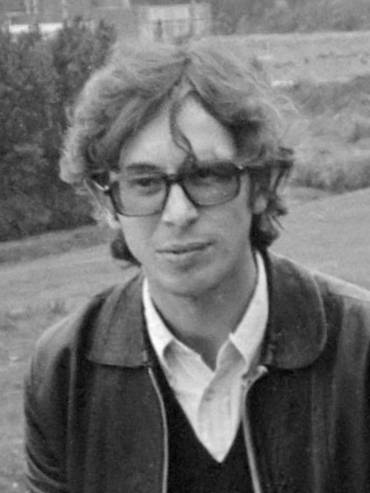
Ruud Bos
30 juni

| 1 | 2 | 3 | 4 | 5 | 6 | 7 | 8 | 9 | 10 | 11 | 12 | 13 | 14 | 15 | 16 | 17 | 18 | 19 | 20 | 21 | 22 | 23 | 24 | 25 | 26 | 27 | 28 | 29 | 30 |
| - | - | - | - | - | - | - | - | - | -- | -- | -- | -- | -- | -- | -- | -- | -- | -- | -- | -- | -- | -- | -- | -- | -- | -- | -- | -- | -- |

### 1 juni
- Margit Carstensen (83), Duits actrice[1]
- Cees Loffeld (77), Nederlands voetbaltrainer en -scout[2]
- Philippe Pozzo di Borgo (72), Frans ondernemer en schrijver[3]
- Henri Pronker (66), Nederlands stringskater[4]
- Cynthia Weil (82), Amerikaans componiste en muziekproducente[5]

### 2 juni
- Jacques Rozier (96), Frans filmregisseur[6]
- Kaija Saariaho (70), Fins componiste[7]
- Mike Ho Sam Sooi (69), Surinaams-Nederlands acteur[8]

### 3 juni
- Jim Hines (76), Amerikaans atleet[9]

### 4 juni
- Ype Hangelbroek (88), Nederlands architect[10]
- George Winston (73), Amerikaans pianist[11]

### 5 juni
- Astrud Gilberto (83), Braziliaans zangeres[12]
- Robert Hanssen (79), Amerikaans FBI-agent en KGB-spion[13]
- Werner Herbers (82), Nederlands hoboïst en dirigent[14]
- Vadym Malachatko (46), Oekraïens schaker[15]

### 6 juni
- Pat Casey (29), Amerikaans BMX'er[16]
- Pat Cooper (93), Amerikaans stand-upcomedian en acteur[17]
- Françoise Gilot (101), Frans kunstschilderes[18]
- Tony McPhee (79), Brits bluesgitarist en zanger[19]
- Noreen Nash (99), Amerikaans actrice[20]
- Jan Ritsema (92), Nederlands burgemeester[21]
- Jos Uyterlinde (87), Nederlands dompteur en circusartiest[22]
- Elise Wessels-van Houdt (80), Nederlands mecenas[23]

### 7 juni
- Paul Ibou (84), Belgisch kunstenaar en graficus[24]
- The Iron Sheik (Hossein Khosrow Ali Vaziri) (81), Iraans professioneel worstelaar[25]

### 8 juni
- Renato Longo (85), Italiaans wielrenner[26]
- Domingo Perurena (79), Spaans wielrenner[27]
- Pat Robertson (93), Amerikaans televisie-evangelist, ondernemer en politiek activist[28]

### 9 juni
- George Isaac (85), Egyptisch politicus en activist[29]
- Alain Touraine (97), Frans socioloog[30]

### 10 juni
- Etienne De Beule (69), Belgisch wielrenner[31][32]
- Theodore Kaczynski (Unabomber) (81), Amerikaans terrorist[33]
- Adrian Sprott (61), Schots voetballer[34]
- Jacques Thönissen (84), Nederlands schrijver[35]
- Lien Vos-van Gortel (91), Nederlands burgemeester[36]

### 11 juni
- Stanley Clinton Davis (94), Brits politicus[37]
- Jean Wicki (89), Zwitsers bobsleeër[38]

### 12 juni
- Silvio Berlusconi (86), Italiaans politicus, zakenman en mediamagnaat[39]
- Rodolfo Biazon (88), Filipijns politicus[40]
- Meindert Fennema (77), Nederlands politicoloog[41]
- Harvey Glance (66), Amerikaans atleet[42]
- Carol Higgins Clark (66), Amerikaans schrijfster en actrice[43]
- Ronnie Knight (89), Brits crimineel en nachtclubeigenaar[44]
- Dick Ranzijn (80), Nederlands ondernemer en sportbestuurder[45]
- John Romita sr. (93), Amerikaans striptekenaar[46]
- Treat Williams (71), Amerikaans acteur[47]

### 13 juni
- Cormac McCarthy (89), Amerikaans schrijver[48]

### 14 juni
- Brett Hadley (92), Amerikaans acteur[49]
- Edgar Kesteloot (100), Belgisch wetenschapper en natuurbeschermer[50]
- Jordi Porta i Ribalta (86), Spaans filosoof en cultureel activist[51]

### 15 juni
- Glenda Jackson (87), Brits actrice en politica[52][53]
- Gordon McQueen (70), Schots voetballer[54]

### 16 juni
- Daniel Ellsberg (92), Amerikaans defensieanalist en klokkenluider[55]
- Gino Mäder (26), Zwitsers wielrenner[56]
- Alfredo Rojas (86), Argentijns voetballer[57]
- Paxton Whitehead (85), Brits-Amerikaans televisie- en theateracteur, toneelregisseur en toneelschrijver[58]

### 17 juni
- Tillmann Klein (56), Duits-Nederlands hoogleraar[59]

### 18 juni
- Fred van Beek (93), Nederlands yogaleraar[60]
- Jellie Brouwer (59), Nederlands journaliste en presentatrice[61]
- Big Pokey (Milton Powell) (45), Amerikaans rapper[62]
- Sabine Wils (64), Duits politica[63]

### 19 juni
- Max Morath (96), Amerikaans pianist, componist, acteur en schrijver[64]
- Diane Rowe (90), Brits-Duits tafeltennisspeelster[65]

### 20 juni
- Sungbong Choi (33), Zuid-Koreaans zanger[66][67]
- Maurice Hermans (74), Nederlands zanger en theatermaker[68]

### 21 juni
- Guillermo Escalada (87), Uruguayaans voetballer[69]
- Johan Habekothé (80), Fries weerman[70]
- Mijo Lončarić (81), Kroatisch dialectoloog[71]

### 22 juni
- Peter Brötzmann (82), Duits freejazzsaxofonist[72]
- Stéphane Demol (57), Belgisch voetballer en voetbaltrainer[73]
- Horst-Dieter Höttges (79), Duits voetballer[74]
- Harry Markowitz (95), Amerikaans econoom[75]

### 23 juni
- Frederic Forrest (86), Amerikaans acteur[76]
- Sheldon Harnick (99), Amerikaans tekstdichter en songwriter[77]
- Emiel Hopman (60), Nederlands schaatser[78]
- Willem Nijholt (88), Nederlands acteur, danser en zanger[79]
- Paul de Senneville (89), Frans componist en muziekproducent[80]

### 24 juni
- Claude Barzotti (69), Belgisch zanger[81]
- Ian Browne (92), Australisch wielrenner[82]
- Roefie Hueting (93), Nederlands jazzmuzikant en econoom[83]
- Cédric Roussel (45), Belgisch voetballer[84]
- Dean Smith (91), Amerikaans atleet[85]

### 25 juni
- Hugo Blanco (88), Peruviaans politicus[86]
- William Dunker (64), Belgisch zanger[87]
- John B. Goodenough (100), Amerikaans scheikundige, materiaalkundige en Nobelprijswinnaar[88]

### 26 juni
- Nicolas Coster (89), Brits-Amerikaans acteur[89]
- Lloyd Erskine Sandiford (86), Barbadiaans politicus[90]

### 27 juni
- Jochen Arp (78), Duits jazzmuzikant[91]
- Evelyn Boyd Granville (99), Amerikaans wiskundige[92]
- Pascal Mercier (Peter Bieri) (79), Zwitsers filosoof en schrijver[93]
- Carmen Sevilla (92), Spaans actrice en zangeres[94]

### 28 juni
- Willem van Daal (80), Nederlands hoogleraar radiotherapie[95]
- Job van der Steur (85), Nederlands burgemeester[96]
- Lowell Weicker (92), Amerikaans politicus[97]

### 29 juni
- Alan Arkin (89), Amerikaans acteur[98]
- Clarence Barlow (77), Indiaas-Brits componist en hoogleraar[99]
- Begga D'Haese (89), Belgisch beeldhouwster[100]
- Jan Stekelenburg (81), Nederlands presentator, commentator en eindredacteur[101]
- Helmut Tervooren (88), Duits auteur en mediëvist[102]
- Angel Wagenstein (100), Bulgaars schrijver[103]
- Anita Wood (85), Amerikaans zangeres en actrice[104]

### 30 juni
- Ruud Bos (87), Nederlands componist[105]
- Lord Creator (87), Jamaicaans singer-songwriter[106]
- Jo Lindner (30), Duits bodybuilder en influencer[107]

januari ·
februari ·
maart ·
april ·
mei ·
juni ·
juli ·
augustus ·
september ·
oktober ·
november ·
december
1900 ·
1901 ·
1902 ·
1903 ·
1904 ·
1905 ·
1906 ·
1907 ·
1908 ·
1909 ·
1910 ·
1911 ·
1912 ·
1913 ·
1914 ·
1915 ·
1916 ·
1917 ·
1918 ·
1919 ·
1920 ·
1921 ·
1922 ·
1923 ·
1924 ·
1925 ·
1926 ·
1927 ·
1928 ·
1929 ·
1930 ·
1931 ·
1932 ·
1933 ·
1934 ·
1935 ·
1936 ·
1937 ·
1938 ·
1939 ·
1940 ·
1941 ·
1942 ·
1943 ·
1944 ·
1945 ·
1946 ·
1947 ·
1948 ·
1949 ·
1950 ·
1951 ·
1952 ·
1953 ·
1954 ·
1955 ·
1956 ·
1957 ·
1958 ·
1959 ·
1960 ·
1961 ·
1962 ·
1963 ·
1964 ·
1965 ·
1966 ·
1967 ·
1968 ·
1969 ·
1970 ·
1971 ·
1972 ·
1973 ·
1974 ·
1975 ·
1976 ·
1977 ·
1978 ·
1979 ·
1980 ·
1981 ·
1982 ·
1983 ·
1984 ·
1985 ·
1986 ·
1987 ·
1988 ·
1989 ·
1990 ·
1991 ·
1992 ·
1993 ·
1994 ·
1995 ·
1996 ·
1997 ·
1998 ·
1999 ·
2000 ·
2001 ·
2002 ·
2003 ·
2004 ·
2005 ·
2006 ·
2007 ·
2008 ·
2009 ·
2010 ·
2011 ·
2012 ·
2013 ·
2014 ·
2015 ·
2016 ·
2017 ·
2018 ·
2019 ·
2020 ·
2021 ·
2022 ·
2023 ·
2024 ·
2025